# WRECKING CREW ORCHESTRA
WRECKING CREW ORCHESTRA （レッキンクルーオーケストラ、WCO）は日本のストリートダンス・ユニット。8人のメンバーからなり、大阪を拠点として活動している。

## 概要
リーダーのYOKOIを中心としてストリートダンスの様々な分野で活躍してきた8人の男性ダンサーが
「ダンスだけで老若男女を楽しませる舞台を作る」ことを目的として2003年に結成された。
「WRECKING CREW ORCHESTRA」というグループ名には
「多彩なジャンルのスペシャリストが集まってオーケストラのような壮大なダンスを見せる」という思いが込められている。
結成後、「JAPAN DANCE DELIGHT」のオープニングダンス、サマーソニックなどにも出演し活躍したが、
世間の注目を集めたのは2011年に発表した作品「FAKEST」の「光のダンス」（#ELダンス参照）である。
この「光のダンス」がソニーモバイルコミュニケーションズのスマートフォン「Xperia」のテレビCMに起用されるようになったことから注目を集めた。
動画サイトでの再生回数は2500万回を超え、世界15ヵ国以上で公演を行っている。
YOKOIは「光のダンス」について、暗闇でやるので演者の顔が見えないからこそダンサーの中身が出る
、人形浄瑠璃と同じように顔の角度を変えるだけで泣き顔にも笑顔にも見えることが、困難でもあるし面白い点であると語っている。

## メンバー
- YOKOI　/ヨコイ （リーダー）
- DOMINIQUE /ドミニク
- TAKE /タケ
- HANAI　/ハナイ
- BON　/ボン
- SAWADA　/サワダ
- SHOHEI　/ショウヘイ
- UU　/ユウユウ

## ELダンス
「LEDダンス」と呼ばれることもあるが、LEDは使用されていない。
2011年11月に初演の「FAKEST」の中の演目の1つとして採用された。
曲や振付に完全にシンクロしたELワイヤーの光によるダンスは「まるでCGのよう」と評される。
当初は点灯、消灯を手動で行なっていたが暗闇での演技中にスイッチの押し間違い、押し損ねなどもあり、
2012年版ではコンピュータープログラミングによる点灯/消灯に変更されている。
この演目を行なうダンサー達は、派生ユニットとして「EL SQUAD」「WRECKING CREW ORCHESTRA / EL SQUAD」と呼ばれる。
光る素材のコスチュームで踊るチームは多数存在しているが、YOKOIはインタビューにて「自分たちの地盤には徹底した世界観とか音楽表現がある」ことを違いに挙げている。

## 主な作品
- 「ID」（2003年、2008年、2009年）
- 「M.O.A. LIVE」（2004年、2006年）
- 「daft-line」（2005年）
- 「WRECK IN THE FLOOR」（2006年、2007年、2008年、2011年）
- 「FAKEST」（2011年、2012年）[4]
- 「DOOODLIN'」（2015年）[1][2][7]

## タイアップ・コラボ
- FILA（スポーツ用品）- シューズなどでコラボ[8]
- Xperia - テレビCM起用[4]
- パズドラ - コラボ[2]